# Strage dei Valdesi di Calabria
La strage dei Valdesi di Calabria fu perpetrata dalla fine di maggio al giugno del 1561. Popolazioni di religione valdese, provenienti dalle valli piemontesi insediatesi in Calabria dal XIII secolo, vissero indisturbate fino al XVI secolo, quando iniziarono a professare apertamente la loro fede riformata. Sottoposte dall'Inquisizione a persecuzioni e a un regime di controllo repressivo, si ribellarono provocando l'intervento delle truppe spagnole del Vicereame di Napoli, che fecero migliaia di vittime.

## L'emigrazione valdese in Calabria

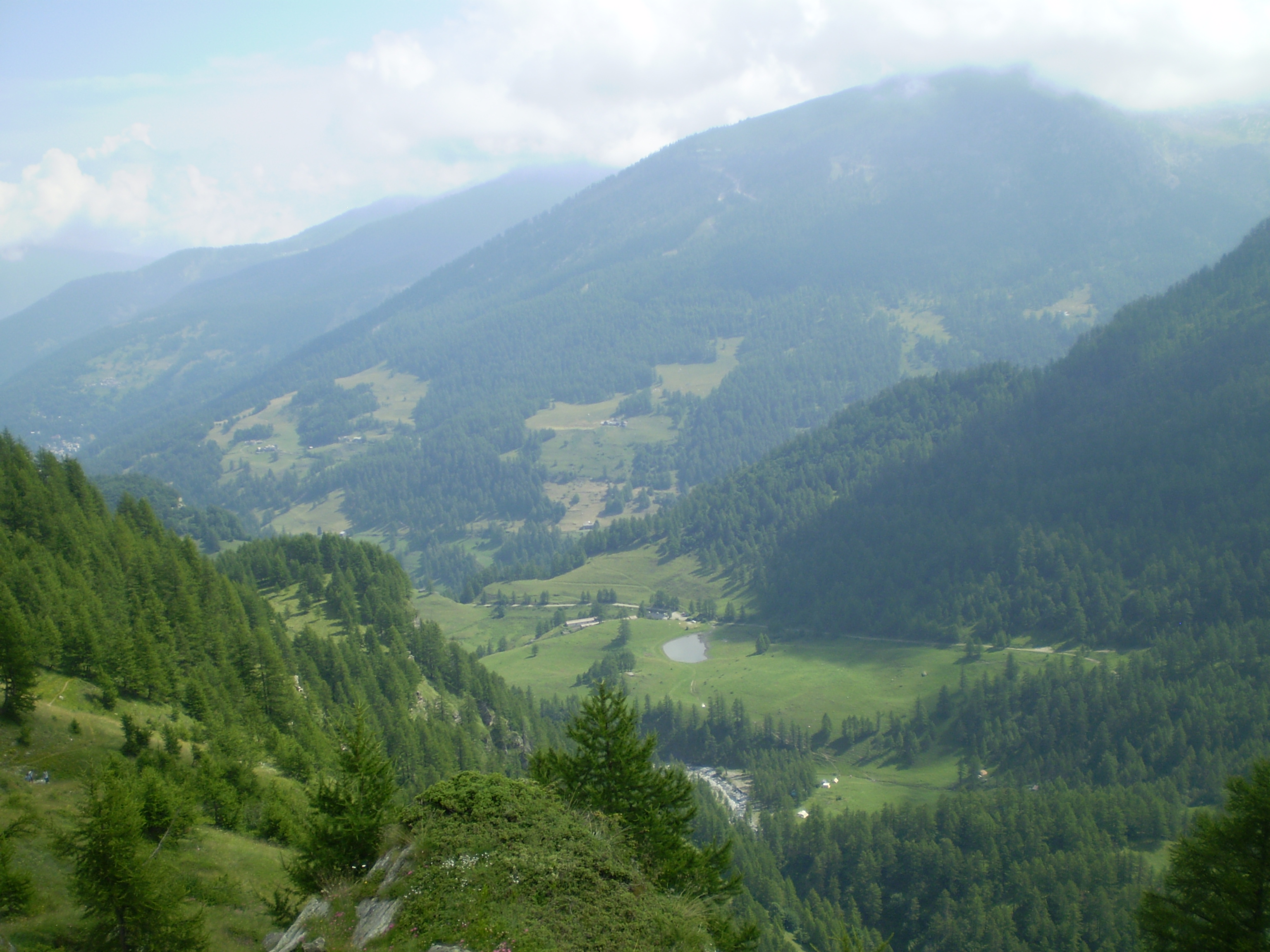
La valle Germanasca

L'insediamento in terra di Calabria di popolazioni di religione valdese, provenienti dalle valli a ridosso delle Alpi occidentali - prevalentemente le valli Germanasca, Chisone e Pellice - avvenne forse già in epoca sveva, nel XIII secolo, e si estese soprattutto dalla prima metà del XIV secolo. Lo storico Pierre Gilles, autore nel 1644 di una storia delle chiese riformate, narra come nel 1315 alcuni proprietari terrieri calabresi offrirono ai Valdesi dei fondi da coltivare, in cambio di un canone annuo, con la facoltà di costituirvi comunità esenti dagli obblighi feudali.
Queste colonie valdesi si stabilirono nella zona di Montalto e costituirono a ridosso delle mura del paese un borgo detto degli Ultramontani «per via dei monti Appennini che stanno tra le valli e quei luoghi». Agricoltori, pastori, allevatori di piccoli animali e tessitori, mantennero la loro fede religiosa leggendo la Bibbia e pregando in occitano nell'interno delle loro case. La loro operosità e semplicità di costumi, la riservatezza mantenuta sulle loro opinioni religiose, o anche una vera e propria dissimulazione, l'aver evitato ogni proselitismo, la lingua incomprensibile e la rada distribuzione degli abitanti su quei territori montagnosi, favorirono la loro pacifica convivenza e riuscirono a evitare sospetti e lamentele da parte del clero cattolico locale.
I Valdesi poterono così espandersi a San Sisto, a Vaccarizzo, a San Vincenzo, a Castagna, a La Guardia, quest'ultima edificata da loro stessi, «ricongiungendosi probabilmente a nuclei di correligionari colà stabilitisi sotto gli Svevi». Essi mantenevano relazioni con le popolazioni delle valli piemontesi grazie ai predicatori itineranti - i cosiddetti «barba» - che, spacciandosi all'esterno per commercianti o artigiani ambulanti, periodicamente li visitavano per mantenerne la fede e informarli sui parenti lontani. Tuttavia questi Valdesi dovevano necessariamente frequentare le chiese cattoliche nelle occasioni particolari di una nascita, di un matrimonio e di un funerale. Si adattarono così a «udire la messa e facevano battezzare i loro figliuoli dai preti cattolici», manifestando una almeno «esteriore deferenza al culto romano».
Alla fine del XV secolo si verificò una nuova immigrazione di Valdesi dalle valli piemontesi a seguito delle persecuzioni di Filippo II di Savoia e di papa Innocenzo VIII, ordinate nel 1487 con la bolla Id nostri cordis vota, e interessò la Calabria, la Puglia e il Molise. In questa circostanza, nel 1497 il re aragonese Ferdinando II rinnovò ai Valdesi gli accordi già conclusi sotto il regno angioino, e nemmeno la contrastata introduzione dell'Inquisizione spagnola nel Regno di Napoli li colpì: essa si rivolse piuttosto contro gli Ebrei ai quali, nel 1509, si ordinò di «portare il segno di panno rosso, così in petto, acciocché sieno conosciuti per Giudei, e così tenuti e reputati».

## La Riforma protestante e l'Inquisizione
Nel 1517 la pubblicazione delle Tesi sul valore delle indulgenze di Lutero e la scomunica di papa Leone X nel 1520 davano avvio alla Riforma protestante, che presto si estese in gran parte della Germania e della Svizzera. Nel 1530 i barba Giorgio Morel e Pietro Masson, a nome dei Valdesi di Piemonte, Calabria e Puglia, prendevano contatto a Strasburgo con i riformatori svizzeri e tedeschi, e il 12 settembre 1532 nei prati di Chanforan, presso Angrogna, un sinodo generale dei Valdesi di Francia e d'Italia stabiliva di aderire alla Riforma, accettando il principio della giustificazione per sola fede. Conseguentemente, i Valdesi delle valli piemontesi professarono apertamente la loro fede, erigendo anche alcune chiese per celebrarvi il culto, mentre in Calabria «si mantennero ancora per vari anni tranquilli e nascosti».
Mentre fallivano i tentativi di accordo tra cattolici e protestanti, e questi ultimi si consolidavano, pur divisi tra loro su alcune questioni dottrinali, la Chiesa cattolica reagiva: nel luglio del 1542 Paolo III istituiva la Congregazione del Sant'Offizio allo scopo di meglio combattere gli «eretici» coordinando da Roma l'attività delle già esistenti inquisizioni vescovili, e nel 1545 il Concilio convocato a Trento condannava fin dalla prima sessione le dottrine protestanti e avviava una propria riforma interna.
Con decreto del 20 maggio 1553 il Sant'Uffizio aveva affidato al vicario dell'arcivescovo di Napoli l'incarico di «procedere e inquisire segretamente contro gli eretici e i sospetti di eresia» del Regno di Napoli. Tale commissario dell'Inquisizione, il domenicano Giulio Pavesi, faceva riferimento a Roma al commissario generale dell'Inquisizione, il cardinale Michele Ghislieri, dal 1566 papa con il nome di Pio V, e si avvaleva della tradizionale struttura dell'Inquisizione medievale, gestita dai frati domenicani. Contemporaneamente, rimanevano ancora in vigore le prerogative dei vescovi in materia di inquisizione.
Il 2 febbraio 1554 il Sant'Uffizio emanò un decreto con il quale si ordinava di procedere contro i seguaci di Pietro Valdo. Alla fine di quell'anno il frate minimo calabrese Giovanni de Alitto da Fiumefreddo, inquisito per eresia, confessava l'esistenza di valdesiani nelle zone di Montalto, Guardia e San Sisto. Gli inquisitori non collegarono l'antica eresia valdesiana con la «peste luterana», e si limitarono a ordinare in quelle zone una breve campagna antiereticale a base di prediche, di ammende e di ammonizioni.
I Valdesi di Calabria seppero delle novità intercorse in Piemonte e si posero il problema se fosse opportuno istituire pubblicamente il loro culto. Gille de Gilles, «uno degli ultimi barba», ossia un predicatore valdese non riformato, giunse dal Piemonte nel 1556 per invitarli a temporeggiare ancora. Per non diffondere il panico fra tutta la popolazione, informò soltanto pochi di loro del pericolo di un'imminente grande persecuzione e li esortò «a mettere segretamente in ordine i loro affari, e a ritirarsi in luoghi più sicuri [...] trasmettendo riservatamente gli uni agli altri il suo consiglio».
La grande maggioranza respinse la proposta del barba Gilles. I successi della comunità valdese in Piemonte spinsero anzi i Valdesi di Calabria a desiderare una struttura analoga a quella che si erano data i loro confratelli del Nord, con chiese e pastori residenti stabilmente nel territorio. Nel 1558 erano in Calabria i pastori Stefano Negrin, proveniente da Bobbio Pellice, e Giacomo Bonelli, di Dronero: con quest'ultimo, alla fine dell'anno, partirono per Ginevra, dove era stata costituita una Chiesa evangelica italiana, i calabro-valdesi Marco Uscegli di Guardia e Marco Franco di San Sisto.

## La missione di Gian Luigi Pascale

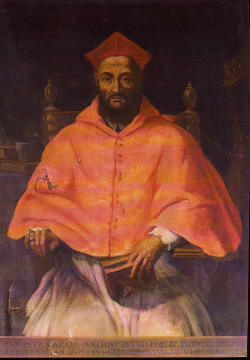
Papa Paolo IV

La richiesta di avere nuovi e ben preparati pastori per la comunità calabrese fu accolta da Calvino in persona, e nel marzo del 1559 il cuneese Gian Luigi Pascale partì per la Calabria in compagnia di Filippo Ursello e Francesco Tripodi, due catechisti calabro-valdesi formatisi alla scuola di Ginevra, di Marco Uscegli e di Giacomo Bonelli. Quest'ultimo li lasciò in Campania, dirigendosi in Puglia, dove pure esistevano comunità valdesi. Passato poi in Sicilia, Bonelli fu arrestato e bruciato sul rogo a Messina o a Palermo, il 16 febbraio 1560.
Pascale e i suoi compagni non sapevano che fra Giovanni da Fiumefreddo, dopo l'abiura dei suoi errori, era divenuto, oltre che fornitore di vino del sommo inquisitore Michele Ghislieri, anche suo zelante confidente, e il 23 dicembre 1558 lo aveva informato da Cosenza che in quella diocesi, e segnatamente a La Guardia, a Montalto e a San Sisto, gli oltremontani erano tanto aumentati di numero che «o nesciuno o puochi ce ne siano che non siano infectissimi lutherani» ed erano venuti «in tanta sfarciagine che mandarno infino a Genevra a condurre un maestro che li leggeva pubblicamente heresie et lutheranesimo».
In quei giorni, il 5 gennaio 1559, fu promulgata da papa Paolo IV, su proposta dell'inquisitore spagnolo Fernando de Valdés y Salas, una bolla per la quale i confessori erano tenuti a negare l'assoluzione ai penitenti che ammettevano di aver letto o di possedere libri proibiti, a meno che non si autodenunciassero al tribunale dell'Inquisizione. Pena la scomunica, lo stesso confessore doveva anche interrogare il penitente se fosse a conoscenza di altri che leggessero o detenessero tali libri. Seguiva a questa, in febbraio, la bolla Cum ex apostolatus officio con la quale si minacciava, tra l'altro, la confisca dei beni di quei nobili che favorissero l'eresia nelle loro terre.
Pascale cominciò a predicare a San Sisto senza usare alcuna cautela, suscitando paura e ostilità in una parte dei coloni valdesi, che vedevano così compromesso il loro quieto vivere. Anche a La Guardia, «per lo spavento che haveano gli homini della Guardia della persecutione», ci fu opposizione alla sua aperta predicazione, soprattutto dai più ricchi dei coloni: «essendo pregato da detti ricchi di andarmene, non volsi farlo, per amore del povero Popolo, il quale era, non affamato, ma morto di fame dell'Evangelio».
Con l'appoggio del «povero popolo», ossia degli artigiani e dei contadini poveri del luogo, sorse allora a La Guardia un edificio adibito al culto valdese. Qui Pascale, sulla base della Bibbia e dell'Istituzione della religione cristiana di Calvino, insegnò che si era salvi per grazia di Cristo, unico mediatore tra Dio e gli uomini, negando l'autorità del papa, la dottrina della transustanziazione, la confessione, il culto dei santi, il purgatorio, i digiuni, il celibato ecclesiastico, e condannando la corruzione e la ricchezza della Chiesa cattolica.
Il feudatario di La Guardia, Salvatore Spinelli, sollecitato dalle proteste dei cattolici, dai timori dei valdesi più ricchi e dal suo stesso interesse, intervenne: dopo averli minacciati due volte, il 2 maggio 1559 fece arrestare Pascale e Uscegli, detenendoli nel castello di Fuscaldo. Il Pascale avrebbe avuto la possibilità di fuggire ma, come scrive, «il rimorso della coscienza mi ritenne, per la paura che il mio fuggire non fosse cagione di dar qualche scandalo a quei poveri fedeli». Prima della metà di maggio lo Spinelli partì per Napoli, per giustificarsi di fronte alle autorità del Regno. Egli avrebbe preferito una soluzione morbida, ma quando si rese conto dell'allarme presente nel clero, per prevenire le accuse che gli sarebbero state rivolte decise di denunciare di eresia i suoi sudditi, «proclamando che occorreva o convertirli o sterminarli».

## L'intervento dell'Inquisizione
Allertata da fra Giovanni da Fiumefreddo, l'Inquisizione si era già messa in movimento. Michele Ghislieri, dall'anno prima divenuto «summus ac perpetuus inquisitor», supremo inquisitore a vita, aveva investito l'abate di San Sisto, fra Bernardino d'Alimena, e il vescovo di Lesina, nonché vicario di Cosenza, Orazio Greco, di poteri inquisitoriali, incaricandoli «di effettuare una prima ricognizione tra le comunità valdesi». Il 13 maggio 1559 fra Giovanni informò il cardinal Ghislieri dei primi riscontri avuti da fra Bernardino: quegli Ultramontani erano «marci heretici», che all'ultimo Giubileo del 1550 non avevano mai frequentato le chiese, che non digiunavano mai nei giorni comandati, anzi, mangiavano carne, si confessavano solo se costretti, «faticavano li giorni delle feste», non facevano mai dire messa per i defunti «eccetto quella una che si dice il dì che si sepellisce il defunto, che non ne ponno far di manco», e che ora con gran fatica fra Bernardino li costringeva «a veder messa, et a sentir la predica».
Fra Giovanni da Fiumefreddo informava altresì dell'arresto del Pascale, «bandito e condannato per heretico come appare in lo indice dei libri prohibiti», e di «due sfarciati heretici», Tommaso Audino e Michele Alamanno. Anche il vescovo Orazio Greco scrisse al cardinal Ghislieri, il 28 maggio, che sarebbe andato a San Sisto e a La Guardia con il domenicano Giovanni Battista de Angelis a processare e far abiurare gli eretici, dando «il debito castigo» agli «ostinati». In risposta, il cardinale Ghislieri gli ordinò di mandare a Napoli «4 o 6 de li principali» più altri 25 «di quali si può dubitar di fuga» perché vi fossero processati, informando il nunzio di Napoli e commissario dell'Inquisizione romana Giulio Pavesi, e trasmettendo i verbali dei processi al tribunale di Roma.
L'inquisitore Giulio Pavesi si era dichiarato convinto della necessità di usare un estremo rigore verso gli Ultramontani: «non sarà sufficiente remedio a pigliarne 10 o vinti, ma in tutto bisogneria brusarli», rigore condiviso dal cardinal Ghislieri che, avendo saputo delle semplici abiure di massa ottenute da fra Bernardino d'Alimena e dal vescovo Greco, in luglio scrisse duramente a quest'ultimo che «l'heresia esser tale infermitade che non così facilmente né in breve tempo si risana. Et chi vol risanarla conviene ritrovar bene la radice», dichiarandosi meravigliato che «essendo dottor» il Greco, avesse proceduto «così abrutamente».

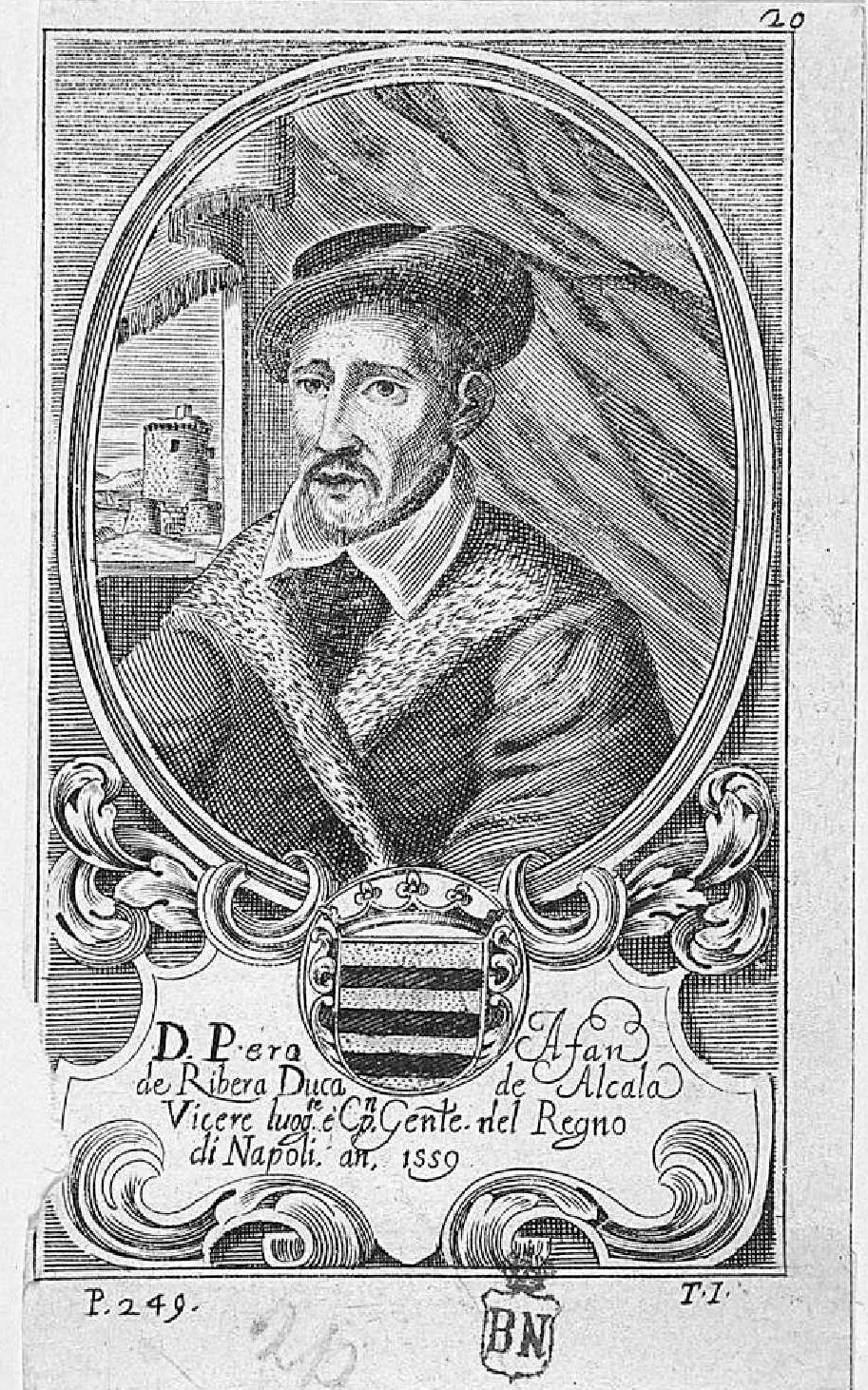
Pedro Afán de Ribera

A Orazio Greco il nuovo viceré di Napoli don Pedro Afán de Ribera, succeduto il 12 giugno al duca d'Alba, affidò l'inchiesta a carico di Gian Luigi Pascale anche per chiarire le eventuali responsabilità del feudatario Spinelli nella diffusione dell'eresia valdese. L'inchiesta, durante la quale il Pascale, già soggetto ai ferri, fu messo a pane e acqua «et una volta il giorno», ebbe una lunga sospensione causata, sembra, dalla morte di Paolo IV avvenuta in agosto e dai torbidi che ne erano seguiti a Roma con l'assalto al palazzo dell'Inquisizione. In coincidenza con l'elezione del nuovo papa Pio IV, alla fine di dicembre ripresero gli interrogatori durante i quali Pascale non volle coinvolgere nessun abitante della Guardia. Pascale, Uscegli, Ursello, Tripodi e un catechista di nome Luigi furono trasferiti nel gennaio del 1560 nel carcere dell'arcivescovado di Cosenza, dove Filippo Ursello, Francesco Tripodi e Luigi abiurarono.
Il viceré Afán de Ribera era al corrente del processo di Cosenza e il 9 febbraio 1560 affiancò al Greco un proprio magistrato, Bernardino Santacroce, ordinandogli di «procedere con li termini della Justizia e delli Sacri Canoni contra detti heretici». Informato di questa iniziativa e congratulandosi per la sua «cura e diligenza», Pio IV scrisse il 23 febbraio al Viceré di aver già fatto presente al nunzio a Napoli Giulio Pavesi che cosa voleva «si facesse a quegli abitanti di Guardia e San Sisto, immersi nell'infamia dell'eretica pravità» ed esortò Afán de Ribera a mettere in opera tutto ciò che lo stesso Pavesi gli avrebbe riferito a voce su suo mandato.
Il Santacroce avrebbe voluto emettere subito la sentenza, ma si ebbe l'opposizione del Greco, che si atteneva agli ordini provenienti direttamente dal Ghislieri e dal papa, i quali volevano che si approfondisse conoscenza ed estensione dell'eresia calabrese. Il 26 febbraio Pascale e Uscegli subirono l'ultimo interrogatorio e in aprile fu deciso di consegnarli all'Inquisizione romana. Il 15 aprile furono avviati a Roma dove giunsero, dopo una sosta a Napoli, il 15 maggio 1560. Pascale resistette a tutte le torture e fu bruciato il 16 settembre. Non si conosce la sorte dell'Uscegli, anche se un Marco Uscegli, calabrese, è attestato come rifugiato a Ginevra nel 1563.

### L'inquisitore Malvicino e le ordinanze del Sant'Uffizio
Insoddisfatta dell'opera di fra Bernardino d'Alimena e del vescovo Orazio Greco, nel novembre del 1560 l'Inquisizione di Roma incaricò al loro posto il domenicano Valerio Malvicino. Questi era consulente del Sant'Uffizio presso la corte napoletana e godeva della fiducia del Viceré, il quale, d'intesa con il cardinale Ghislieri, emanò il 28 novembre una direttiva ai governatori del Regno per la repressione degli eretici che «per volerne vivere licentiosamente, et darnosi a tutti vitii et peccati, non voleno obedire alli ordini et precetti della sacrosanta romana Ecclesia».
Malvicino giunse il 13 novembre a Cosenza, da dove scrisse il giorno dopo a Tommaso Scotto, che sostituiva provvisoriamente il cardinale Ghislieri nella carica di commissario generale dell'Inquisizione romana. Lo informò dell'attività del vescovo Greco, che aveva fatto fare a tutti i valdesi «forse quattro volte l'abiuratione in comuni, però confusamente», senza cavarne alcun frutto, dal momento che quelli, che «pocho sonno differenti dalle bestie», continuavano a professare l'eresia. Propose pertanto l'emanazione di un decreto papale o dell'Inquisizione col quale s'intimasse «che ogni volta che alchuno di loro si trovarà contravertire et credere contro la fede catholica, habbiano d'essere dati al braccio seculare».
Nei giorni successivi il Malvicino si recò di persona nei centri interessati dall'eresia. Da Montalto scrisse allo Scotto, il 22 novembre, confessando di non aver ottenuto alcun risultato, essendo stati quegli abitanti così ben istruiti «che con le più belle parole del mondo hanno engannato tutt'el mondo e persoaso il Signor Duca suo di Montalto d'esser tutti catholici perfettissimi». Sarebbe stato necessario arrestare e processare a Roma le persone più influenti di loro, «quelli tali i quali furono i principali in mandare a Ginevra, e che tengono tutto il restante insieme, dando instruttione et ammaestramenti su come se hanno da reggere et come hanno da respondere».
Passò poi a San Sisto e a La Guardia. Il 30 dicembre scrisse allo Scotto che la sua attività aveva «fatto frutto» a La Guardia e altrettanto ne sperava a San Sisto. Si sa del processo intentato a San Sisto contro una Maddalena Aurellia, madre di un Battista studente alla scuola di Calvino, e contro un Francesco Crispini, che si sottrasse al processo con la fuga. A coloro che avevano abiurato impose l'«abitello» giallo, la veste penitenziale che il condannato era obbligato a indossare per anni o per tutta la vita quale marchio d'infamia.
All'abiura, al processo e all'obbligo dell'abitello i valdesi opponevano resistenza, si lamentava Malvicino col cardinal Ghislieri nella sua lettera del 9 febbraio 1561, e cominciavano a fuggire dai loro paesi. A Napoli erano fuggiti certi loro capi - Marco Antonio Giamo detto Barracca, Alfonso Guerra, Givineo, Antonio Verminella e Marco Francesco - e sarebbe stato bene che lì «si carcerassero e si castigassero». A San Sisto fece abbattere una casa dove si riunivano i valdesi, a La Guardia fece demolire la casa di mastro Francesco Barbero, e istituì la confraternita del Santissimo Sacramento, che visitava in processione gli infermi e recitava l'ufficio dei defunti. Unitamente alle litanie del sabato, Malvicino contava su questi riti per far accettare a quelle popolazioni l'ortodossia cattolica.
Quello stesso 9 febbraio 1561 il Sant'Uffizio emanava il decreto, già richiesto dal Malvicino in novembre, sotto forma di ordinanze che disciplinavano la vita delle popolazioni calabro-valdesi. Era loro fatto divieto di riunirsi in un numero maggiore di sei persone; non potevano esprimersi nella loro lingua, l'occitano, ma utilizzare la comune parlata del circondario; dovevano ascoltare la messa ogni mattina; dall'età di cinque anni, i bambini dovevano essere istruiti nella dottrina cattolica; era resa obbligatoria la confessione, la comunione e l'ascolto delle prediche quaresimali; era fatto divieto di intrattenere rapporti epistolari senza l'autorizzazione dell'Inquisizione; erano vietati i viaggi in Piemonte e a Ginevra e i loro eventuali figli là residenti erano tenuti a rientrare in Calabria, abiurando se eretici; per 25 anni i calabro-valdesi non potevano sposarsi tra di loro; erano tenuti a illuminare a loro spese il SS. Sacramento delle chiese; si dovevano demolire e non più ricostruire le case che avevano ospitato i predicatori riformati; gli eretici pentiti dovevano indossare l'abitello giallo. Le ordinanze sarebbero state lette alla comunità ogni messa domenicale dai curati del luogo.

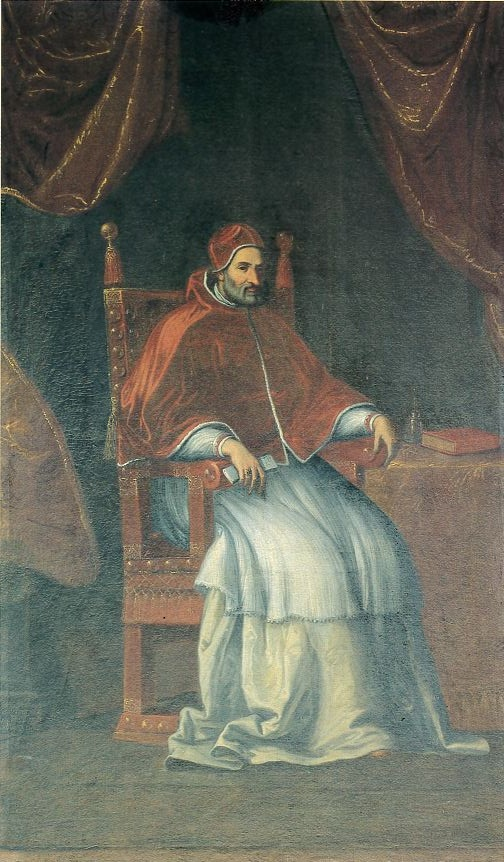
Papa Pio IV

Con il divieto di riunione e dell'uso della loro lingua, e con l'obbligo del matrimonio misto la repressione religiosa si univa alla limitazione dei diritti civili, secondo una strategia di annientamento dell'identità della comunità nell'arco di qualche generazione. Gli «italiani» sposati alle donne ultramontane avrebbero popolato «queste terre de italiani, che non vi sia memoria né di heretici né di Ultramontani», e «in breve tempo si dimenticheranno questa falsa dottrina nella quale sono nati».
I Valdesi reagirono agli ultimi provvedimenti in parte con la resistenza passiva, in parte con la fuga. Come scrisse Malvicino al cardinale Ghislieri il 3 marzo, essi «per sola forza vanno alla comunione, et alcuni vi sono iti senza confessarsi, et altri detto di volersi communicare ogni dì, anzi tante volte quante si vuole», che equivaleva a dare «il Sacramento ai cani». Altri, «non huomini, ma orsi» si erano dati alla macchia nelle campagne e nelle montagne vicine. Ai fuggitivi il Malvicino aveva fatto demolire le case e sequestrare i beni, secondo gli ordini ricevuti dal Ghislieri, a beneficio della Chiesa, mettendosi in conflitto con le autorità del Regno, che rivendicava a sé quei beni.
Convinto che la questione valdese potesse essere risolta solo «con l'esterminio se non de tucti, almeno d'alchuni», il Malvicino chiese l'intervento del barone di Castagneto, governatore del ducato di Montalto, feudo appartenente al duca Antonio d'Aragona Cardona, perché catturasse i più influenti dei calabro-valdesi, ma invano, essendosi questi rifugiati nei boschi con «circa 3 mila persone lutherane per viver a modo loro», come informava l'ambasciatore veneziano presso la Santa Sede, esagerando il numero dei fuggiaschi.
Malvicino partì in aprile per Roma per conferire direttamente con il papa e i cardinali inquisitori. Il 19 aprile, il segretario di Stato vaticano Carlo Borromeo raccomandò al nunzio apostolico di Napoli, Paolo Odescalchi, di non tardare «più a provvedere che quella maledetta peste non infetti e travagli quei populi», e il 3 maggio informò della decisione di Pio IV di affidare la gestione dell'affare calabrese agli arcivescovi di Reggio Calabria e di Cosenza, Gaspare Ricciulli del Fosso e Taddeo Gaddi, augurandosi ancora che il Viceré facesse «quel che conviene prima che il male faccia maggior radice». A tale scopo il Borromeo invitava l'Odescalchi a premere sul Viceré «acciò mandi sì buona provvisione in Calabria, che del tutto si sradichi la mala semenza di quei tristi». Il Malvicino non finiva la sua missione, perché egli doveva tornare in Calabria mantenendo la sua prerogativa d'inquisitore, ma in posizione subordinata rispetto ai due arcivescovi.

## La strage
Il governatore Castagneto intimò ai valdesi fuorusciti da San Sisto di fare ritorno nelle loro case e poi, l'8 maggio 1561, di presentarsi «tutti, maschi e femmine, piccioli e grandi, a Cosenza». Essi rifiutarono e, armati, si radunarono sulle alture di La Guardia, contando sull'appoggio degli abitanti del luogo. Quando due di loro, isolati, furono catturati dalle guardie, i loro compagni corsero in soccorso e nello scontro furono uccise tre guardie.
Il 20 maggio Castagneto e il vescovo Greco invitarono le donne e i bambini dei fuorusciti a tornare a San Sisto, garantendo loro l'impunità. Poi, alla testa di un migliaio di soldati, il governatore iniziò il rastrellamento dei fuggiaschi. Individuati una quarantina di loro, i soldati si lanciarono all'inseguimento al grido di «ammazza gl'inimici della fede» ma, finiti in una stretta gola, furono assaliti dai valdesi appostati sui fianchi delle colline ed ebbero la peggio: una cinquantina di soldati, compreso il Castagneto, rimasero uccisi.
Fu allora bandita la crociata contro i Valdesi. Alla testa delle truppe incaricate della repressione il Viceré pose Marino Caracciolo, marchese di Bucchianico, affiancato dal cognato Ascanio Caracciolo, principe di Alesia e marchese di Brienza. Le istruzioni fornite dal Viceré al comandante Caracciolo prevedevano che insieme alle forze spagnole operassero compagnie di soldati meridionali e fossero arruolati anche criminali comuni, in cambio della totale amnistia dei reati commessi. Su ciascun valdese fu posta una taglia: cento ducati per ogni predicatore catturato vivo, venti ducati per ogni comune eretico vivo e dieci ducati se morto. I prigionieri dovevano confessarsi e poi essere impiccati, con l'eccezione dei minori di diciassette anni, che sarebbero stati affidati ai giudici di Cosenza. Per le donne, se relapse, era prevista la morte, come pure per i favoreggiatori dei fuggitivi.
Il 29 maggio le truppe di Marino Caracciolo entrarono facilmente a San Sisto, priva di mura e semi-deserta, saccheggiando e incendiando le case. Sessanta uomini, catturati, vennero impiccati o gettati dalle torri, le donne furono violentate. I sansistesi si erano dati in maggioranza alla macchia, spostandosi per i sentieri montani fino a raggiungere Bisignano per procurarsi da mangiare, poi decisero di dividersi in piccoli gruppi, sperando di passare inosservati. Individuati dai soldati, che utilizzavano cani mastini addestrati alla caccia all'uomo, quelli che non furono uccisi sul posto vennero catturati a centinaia e tradotti nelle carceri di Cosenza e di Montalto. Pochi riuscirono a rifugiarsi a La Guardia, confidando nelle mura che cingevano il paese e nella solidarietà dei correligionari.
Verso il 3 giugno Marino e Ascanio Caracciolo unirono le loro forze per dare l'assalto a La Guardia. Non ci fu però bisogno di cingere d'assedio le mura perché o gli inquisitori oppure, secondo i più, il feudatario Salvatore Spinelli convinse con l'inganno i guardioli ad aprire le porte del paese. Egli sarebbe riuscito a condurre dentro La Guardia 50 soldati, fatti passare per prigionieri e scortati da altrettanti militari, con la scusa che costoro dovevano essere rinchiusi nelle carceri. Di notte - era il 5 giugno 1561 - quei cento soldati uscirono dalla prigione e aprirono la porta principale di La Guardia, facendo entrare le truppe dei Caracciolo in attesa.
Quella porta fu chiamata da allora Porta del Sangue. Si scatenò il massacro di centinaia di Valdesi, trafitti dalle spade, gettati dalla torre, bruciati dopo essere stati cosparsi di trementina, e settanta case furono incendiate. I superstiti furono avviati, chi nelle carceri sotterranee del castello di Cosenza, chi in quelle del castello di Montalto. Nelle prime, di centinaia di prigionieri «ne morirono tanti e per condanne a morte e per fame, freddo e torture subite».

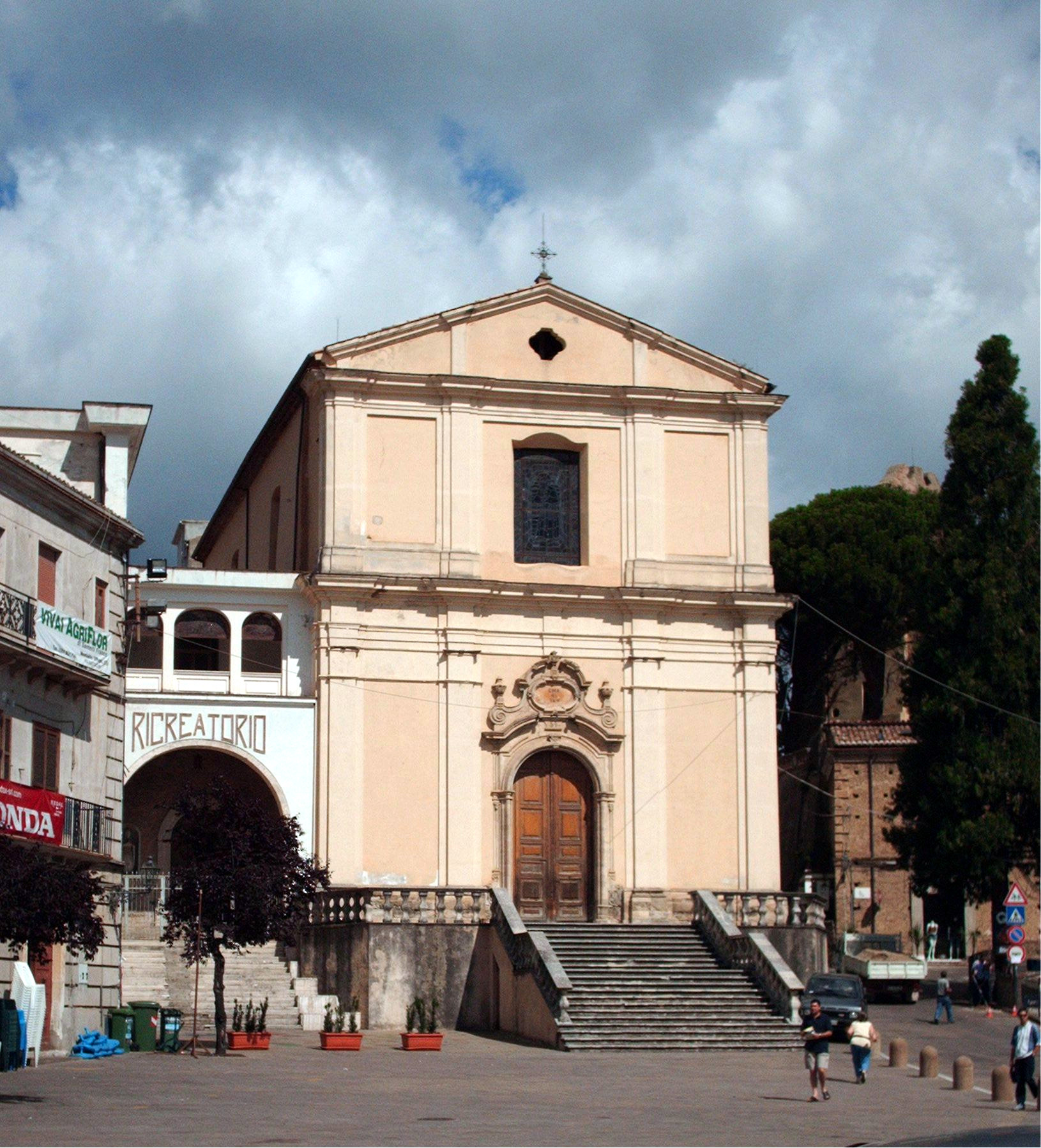
Montalto: il luogo dell'esecuzione, davanti alla chiesa di San Francesco di Paola

A Montalto furono rinchiusi, tra uomini e donne, 1600 valdesi. Istruito un rapido processo presieduto dal commissario governativo Pirro Antonio Pansa, dal vicario di Cosenza Orazio Greco e dal Malvicino, 150 di essi furono condannati a morte per ribellione, porto d'armi ed eresia. L'11 giugno 1561 si procedette, davanti alla chiesa di San Francesco di Paola, all'esecuzione di 86 o 88 di loro, così descritta in una lettera da un testimone oculare:
I vecchi andavano «a morire allegri, i giovani più impauriti», davanti al procuratore Pansa che «se ne stava sopra le scale del Tempio, con una canna in mano, sollecitando l'esecutione», e all'inquisitore Malvicino, che al processo «non si faticava mai di dar bastonate, schiaffi, pugni, calci e pelar la barba, a quei meschini», e tutti facevano «le più gran risa del mondo» sentendo i condannati invocare «il nome di Giesù Cristo» e raccomandare «lo Spirito loro nelle mani di Dio».
Perché servissero di ammonimento, tutti i cadaveri dei condannati furono squartati e appesi a pali piantati lungo la strada che da Cosenza conduceva a Morano, presso il confine della Basilicata. Il 12 giugno il gesuita Lucio Croce riferì al padre provinciale di Napoli Alfonso Salmerón dell'esecuzione dei primi 88 Valdesi su un totale di 150 condanne a morte. Sarebbe dovuta seguire l'esecuzione di «cento donne delle più vecchie», da torturare e giustiziare «per avere la mistura perfetta». ma le condanne vennero sospese per l'intervento di due gesuiti inviati a confessare i condannati, Lucio Croce e Juan Xavier. Quest'ultimo rimase ammirato dal senso morale dei calabro-valdesi: «Non si vedeva mai biastemare; la robba la lasciavano per la strada; non facevano fra loro questione, né si accusavano l'uno a l'altro, et così dell'altre cose et virtù morale».
Alla fine di giugno rimanevano nelle carceri del castello di Montalto quasi 1400 valdesi, mentre proseguiva la caccia agli sbandati. Un altro centinaio di valdesi, rinchiusi nei sotterranei del castello di Cosenza, erano in attesa del processo. Scarse sono le notizie sul suo esito. In quella che fu poi chiamata piazza Valdesi, il 27 giugno quattro o cinque furono bruciati dopo essere stati unti di resina, affinché «soffrano di più per correzione della loro empietà», e per il 28 giugno era previsto il rogo di cinque donne. Morì sul rogo il predicatore Bernardino Conte, mentre il vecchio barba Stefano Negrin, destinato a essere mandato di fronte all'Inquisizione di Roma, morì invece di stenti in carcere.
Dei superstiti, vi furono i condannati a remare nelle galee spagnole, «le donne e i bimbi più floridi» furono venduti come schiavi, gli orfani furono «rieducati» negli istituti cattolici, alcune centinaia furono inviati al confino e i rimanenti, dopo l'abiura, furono lasciati liberi con l'abito di penitenza. Impossibile quantificare il numero delle vittime. Un testimone del tempo scrisse di 2000 morti, ma nell'assenza di fonti precise, gli storici hanno stimato da un minimo di 600 a un massimo di 6000 vittime.
Una diaspora di Ultramontani, iniziata fin dall'arresto del Pascale e dalle prime repressioni del Malvicino, proseguì durante i massacri e anche successivamente, avendo per meta le valli piemontesi, Ginevra e la Sicilia. Sembra che esistesse una rete clandestina che favoriva gli sbarchi dei fuggitivi nell'isola e si sa delle abiure di due valdesi originari di Guardia, Antonio Nicolino e Michele Tunda, rispettivamente a Messina nel 1568 e a Palermo nel 1572.
Si conosce un elenco di 19 rifugiati a Ginevra dal 1559 al 1567 provenienti da Guardia e San Sisto, Di questi, Giovan Battista Aureli, di San Sisto, studiò all'Accademia ginevrina dal 1559, divenne pastore di Saintonge verso il 1564 e poi nel 1570 succedette a Londra al defunto Girolamo Ferlito. Anche Andrea Traverso, di Guardia, studiò all'Accademia di Calvino per diventare pastore a Saintonge e poi, nel 1576, pastore di Berneuil.
Altri fuorusciti si unirono alle bande di briganti che operavano nelle vicine montagne. Tra questi, particolare rilevanza assunse l'ultramontano Marco Berardi, figura semi-leggendaria e popolarmente soprannominato Re Marcone, che costituì un piccolo esercito stipendiato con l'esazione di tributi. Impose una taglia di duemila ducati sul capo di Marino Caracciolo e di dieci ducati su ogni soldato spagnolo, proponendosi di liberare tutta la regione dal dominio vicereale. Dopo aver riportato diversi successi, il suo tentativo fu debellato nel 1563 ricorrendo alla corruzione e alle truppe del marchese di Cerchiara Filippo Pignatelli.

## Il giudizio degli storici
La responsabilità del massacro viene fatta ricadere sugli Spagnoli e, generalmente, anche sull'Inquisizione di Roma e sul cardinale Ghislieri (futuro san Pio V) in particolare, che si sarebbe servito delle truppe spagnole come di un braccio secolare. Così intendono lo storico cappuccino Giovanni Fiore, Amedeo Bert, Tommaso Morelli, Filippo De Boni, Cesare Cantù, Davide Andreotti, Giuseppe Morosi, Demetrio De Seta, Luigi Carci, Oreste Dito, Ernesto Comba, Cesare Sinopoli, Felice Monteleone, Corrado Alvaro, Gerhard Rohlfs, Lionello Fiumi, Mario Borretti, Elena Cassin, Monique Roussel De Fontanès, Mario Siniscalchi, Lucio Gambi, Gustavo Valente, Giovanni Miccoli, Cesare Ritacca, Enzo Misefari, Antonino De Pasquale, Gaetano Vena, Renato Caserta, Rosa Troiano, Alfredo Marranzini, Pasquale Lopez, Giovanni Panaro, Giovanni Gonnet, Mauro Minervino, Augusto Placanica, Pier Francesco Bellinello, Pietro De Leo, Ornella Milella, Romano Napolitano, Domenico Laruffa, Michele Miele, Antonio Piromalli, Alfonso Tortora, Adriano Prosperi, Ulderico Parente, Giosuè Musca, Vincenzo Lavenia, Enzo Stancati, Pierroberto Scaramella.
Altri storici giudicano invece prevalente o esclusiva la responsabilità delle autorità del Viceregno napoletano nell'eccidio. Così si esprimono Domenico Antonio Parrino, Francesco Palermo, il gesuita Pasquale Sposato, Ernesto Pontieri, padre Francesco Russo, Carlo De Frede, Giuseppe Coniglio, Aurelio Lepre, Elisa Novi Chavarria, Raffaele Colapietra, Luigi Intrieri.
Nel giudizio storico della vicenda pesa un elemento la cui novità si è imposta soltanto nel 1999. Fino ad allora si riteneva che le ordinanze del Sant'Uffizio, con le quali si prescrivevano ai Valdesi tutta una serie di proibizioni e di obblighi, fossero state imposte dopo le stragi di giugno. La scoperta, fatta negli archivi vaticani dallo storico Scaramella nel 1999, che esse risalivano invece al precedente febbraio, comporta la valutazione che «all'origine della ribellione, e della conseguente strage, vi fu l'energica reazione delle popolazioni ultramontane di Calabria al regime comportamentale imposto dalla Chiesa di Roma».